# Argyranthemum filifolium
Argyranthemum filifolium là một loài thực vật có hoa trong họ Cúc. Loài này được (Sch.Bip.) Humphries mô tả khoa học đầu tiên năm 1976.